# Galaxia espiral M65
Messier 65 (también conocido como NGC 3623) es una galaxia espiral intermedia a unos 35 millones años luz desde la constelación Leo. Fue descubierta por Charles Messier en 1780. El M65, M66, y NGC 3628 forman el famoso Triplete de Leo, un pequeño grupo de galaxias.

## Descubrimiento
El M65 fue descubierto por Charles Messier y lo incluyó en su lista del Catálogo Messier. Sin embargo, William Henry Smyth accidentalmente atribuyó el descubrimiento a Pierre Méchain en su popular trabajo astronómico del siglo XIX A Cycle of Celestial Objects (declarando "Ellos [M65 y M66] fueron observados por Méchain a Messier en 1780"). Este error fue a su vez recogido por Kenneth Glyn Jones en Messier's Nebulae and Star Clusters. Desde entonces esto se ha ramificado en varios otros libros de diferentes autores.

## Formación estelar
La galaxia tiene poco polvo y gas, y hay poca formación estelar en ella; ha habido alguna relativamente recientemente en los brazos. El ratio de estrellas viejas a nuevas estrellas es correspondientemente bastante alto.